# Rodney’s Stone

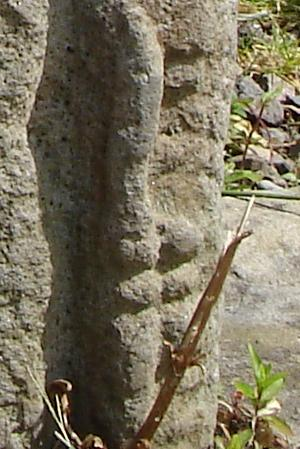
Ausschnitt der Oghamschrift

Der Rodney’s Stone (auch Rodney Stone, zugleich der Name eines historischen Romans von Arthur Conan Doyle 1859–1930) ist ein mit Oghamschrift versehener Piktischer Symbolstein der Class II (das heißt auf der Rückseite eine Cross-Slab), der 1781 beim Bau der Dyke Parish Church gefunden wurde. Heute steht er nördlich der A96, etwa fünf Kilometer westlich von Forres nahe dem Brodie Castle, in Moray in Schottland.

## Beschreibung
Die Vorderseite der etwa 1,9 m hohen und 1,05 m breiten rechteckigen Platte aus dem 9. Jahrhundert aus grauem Sandstein trägt ein Kreuzrelief, gefüllt mit Knotenmustern und in den Ecken flankiert von kaum erkennbaren verschlungenen Schlangen.

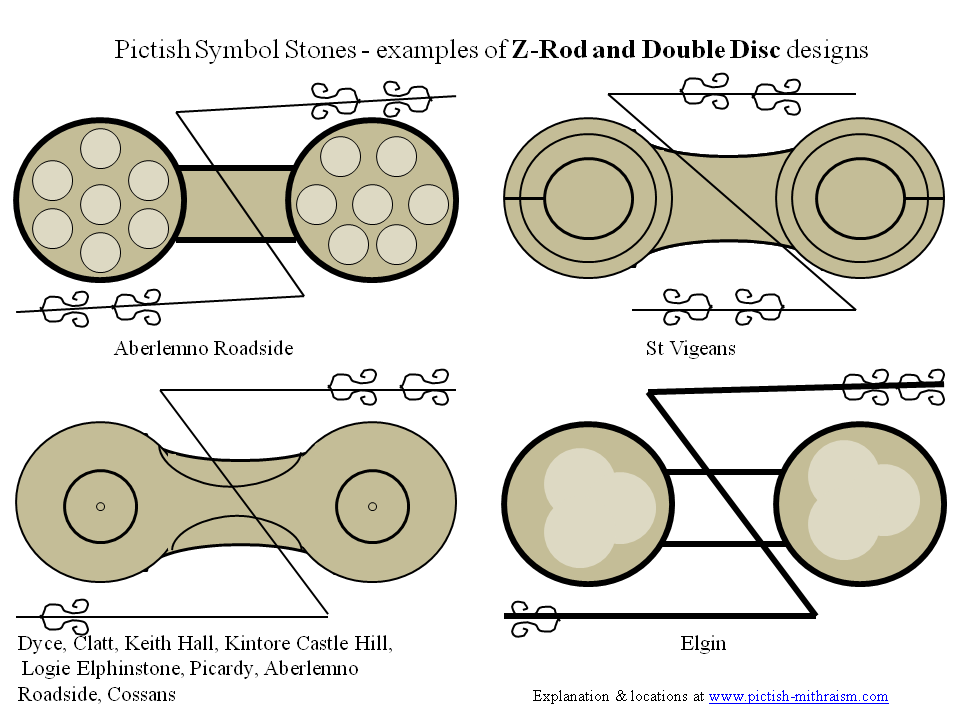
Doppel Scheibe und Z-Stab

Die Rückseite zeigt oben zwei fischschwänzige Monster und darunter das Pictish Beast sowie eine Doppelscheibe (Double disc) mit Z-Stab.
Der Stein ist bemerkenswert wegen seiner Beschriftung in Ogham, die auf den Seitenflächen und in Resten auch neben dem Kreuz gefunden wurde. Es ist die längste aller erhaltenen piktischsprachigen – nicht lesbaren – Inschriften. Ein Großteil ist verwittert, aber der Rest enthält offenbar den Namen Ethernan „EDDARRNON“, einen Namen, den auch ein prominenter piktischer Heiliger trägt.

## Name
Es wird behauptet, dass der Rodney’s Stone nach Admiral Rodney, dem Sieger über den Grafen de Grasse in der Schlacht von Les Saintes („der Heiligen“) im Jahre 1782 benannt wurde. Wahrscheinlich ist es jedoch der Name des Totengräbers Rotteny, der ihn fand.

## In der Nähe
Etwa 6,5 km entfernt, etwas außerhalb von Forres, steht in einem Glaskasten, der Sueno-Stein, ein lupenreiner piktischer Symbolstein.